# Tuxer Ferner
Tuxer Ferner är en glaciär i Österrike. Den ligger i förbundslandet Tyrolen, i den västra delen av landet. Tuxer Ferner ligger 3 200 till 2 700 meter över havet.
Glaciären ligger nordost om Olperer, 3 476 meter över havet.
Trakten runt Tuxer Ferner består i huvudsak av alpin tundra och isformationer.